# Maria Sybilla Josepha Zais

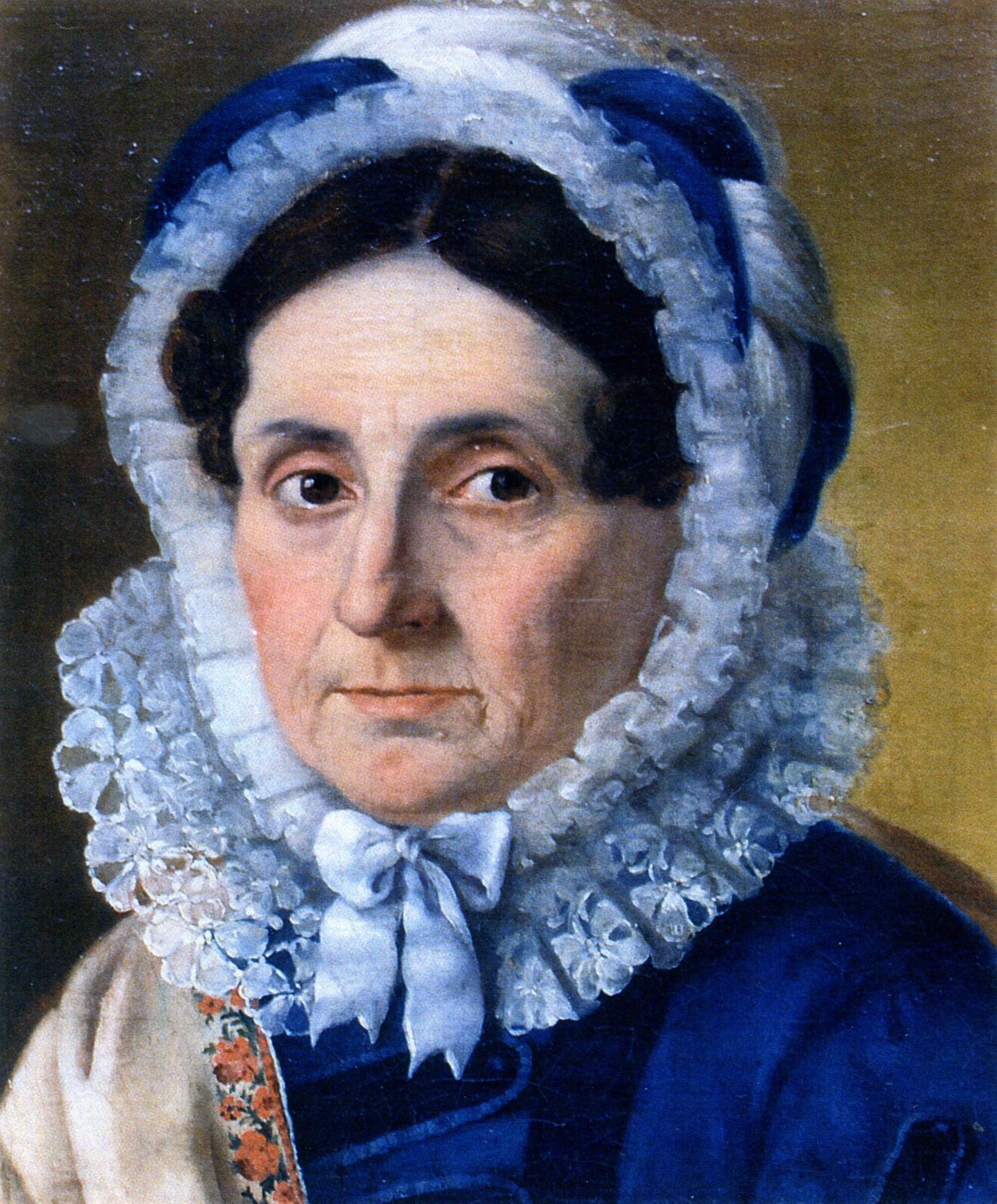
Zeitgenössisches Bild der Maria Sybilla Josepha Zais, geb. Schalch

Maria Sybilla Josepha Zais, geborene Maria Sybilla Josepha Schalch (* 3. Mai 1770 in Schelklingen; † 13. Juni 1844 in Wiesbaden) war eine deutsche Hotelierin.

## Leben
Ihr Vater war Thaddäus Petrus Justus Schalch (getauft 6. Mai 1728 in Schelklingen), Kanzleiverwalter bei Franz Ludwig Schenk von Castell, dem Malefizschenken. Ihre Mutter war Maria Anna von Staab. Bereits bei diesem Namen gibt es Differenzen. Nach Struck hieß sie „von Staab“, Rexroth benennt sie „von Kyphinger“ mit Fragezeichen und vermutet, dass „von Kippenheim“ richtiger sei. Doch ist dem Werk „Die Familien und Personenstandsfälle von Schelklingen und Kloster Urspring“, 1987 durch Immo Eberl aufgearbeitet, zu entnehmen, dass Thaddäus Schalch am 17. April 1769 eine Maria Anna Kirfinger, verwitwete von Staab heiratete. Sie stammte vermutlich aus Ringingen. In der älteren Literatur wurde vermutet, dass ihr Vater ein Schweizer gewesen wäre. Doch diese Angabe muss korrigiert werden: seine Eltern waren der Hofmeister des Klosters Urspring Franz Xaver Schalch, der die Tochter des Sonnenwirts in Schelklingen Maria Gertrud Hafner am 7. Juni 1710 heiratete. Thaddäus Schalch war seit 15. April 1769 Erblehenbeständer und Müller auf der Mahlmühle in Schelklingen vor der Stadt an der Aach. Als er 1770 Kanzleiverwalter des Grafen Schenk von Castell in Oberdischingen werden konnte, verkaufte er die Mühle für 5.000 fl an den Grafen Schenk. Das Sterbedatum des Thaddäus Schalch ist bislang unbekannt, doch dürfte der Sterbeort Oberdischingen, die Residenz des Schenken von Castell, gewesen sein.
Christian Zais hatte 1791 die Karlsschule verlassen, bildete sich auf Reisen weiter und arbeitete als freiberuflicher Privatbaumeister in Stuttgart. Ende des 18. Jahrhunderts gab es nach den endlosen Kriegen nur wenig Bauaufträge, weshalb er auch Arbeiten bei Landesbehörden und für den Kirchenrath übernahm. Er war beschäftigt mit der Taxation und Kartierung der Kirchratswaldungen. So war er „zwei Sommer lang wegen Meßgeschäften“ in den Gegenden von Maulbronn und Blaubeuren.
Sonntags verkehrte er im Hause des Pfarrers Brecht in Berghülen. Dessen Tochter war bekannt mit Josepha Schalch. Als Geometer des Konsistoriums und Student der Forstwissenschaften mit Aussicht auf das Kommissariatsamt in Tischingen verlobte er sich am 6. Juni 1796 mit Josepha Schalch. Beide heirateten am 11. Juni 1797. Baudirektor Johann Jakob Atzel (1754–1816) schrieb an Carl Florian Goetz, dass „er (Zais) hätte der Weltklugheit gemäß eine reiche Heurath machen können, er nahm aber ein armes braves Mädchen“.
Dass Christian Zais eine gute Wahl getroffen hatte, bewies sich später.
1805 erhielt Christian Zais eine Berufung als Landbaumeister ins Herzogtum Nassau. So zog die Familie, inzwischen waren zwei Kinder geboren, nach Wiesbaden. Es kamen noch weitere sieben Kinder hinzu. Ein Wohnhaus wurde gebaut und bereits Gäste bewirtet. Als Nächstes wird als privates Großprojekt das Badhaus und Hotel „Vier Jahreszeiten“ begonnen. Kurz vor der Fertigstellung stirbt Christian Zais im Alter von 50 Jahren. Josepha Zais übernimmt große Hypotheken und erdrückende Schulden. Ein Missmanagement hätte nicht nur den Verlust dieses Vorhabens bedeutet, sondern den Verlust aller Liegenschaften der Familie sowie des gesamten Vermögens. Beim Kampf um die notwendigen Gelder wurde sie unterstützt von ihrem Schwager Wilhelm Zais aus Cannstatt und Oberfinanzrat Julius Simon von Nördlinger aus Stuttgart. Es gelang ihr, das Projekt fertigzustellen und sie war froh, als ihr Sohn Wilhelm Zais sein Medizinstudium beendet hatte und ihr nun beistehen konnte.
Für den Erbprinzen Wilhelm wurde von Zais das Erbprinzenpalais errichtet. Jedoch starben 1816 die beiden Herzöge Friedrich August und Friedrich Wilhelm in kurzer Folge und der Erbprinz wurde Herzog. Dieser bezog das Haus
deshalb nicht und Zais musste das leerstehende Haus, wie vorgesehen, verwalten. Als Zais 1820 starb, übernahm die Witwe den monumentalen Bau, der sie neben dem Hotel sehr belastete. Erst 1844 übernahm die nassauische
Regierung das Palais.
Trotz der großen Belastungen erschien die Witwe Zais bereits 1827 als drittgrößte Steuerzahlerin in Wiesbaden. Das Hotel entwickelte sich sehr schnell zu einem Haus der Spitzenklasse. 1825 beschrieb Schaller dies in seinem Buch.
Sie wuchs mit ihren Aufgaben, erst als Mutter, dann Hoteliersfrau, die mit wachsenden Repräsentationsaufgaben im gesellschaftlichen Leben von Wiesbaden fertigwerden musste. Auch der Umgang mit den honorigen Gästen, denn es verkehrten Zaren, königliche Hoheiten und Prinzessinnen im Hotel „Vier Jahreszeiten“, fiel ihr nicht schwer.
Die abgebildete Schnitzerei im Bücherschrank, die Hildegard Ey als Wappen der Maria Sybilla Josepha Zais, geb. Schalch beschreibt, ist ein Fantasiewappen. Einem Ahn, nämlich Wilhelm Schalch, der Schreiber
am Jesuitenkollegium in München war, wurde am 28. August 1663 vom Hofratskanzler des bayerischen Kurfürsten Hieronymus Störz in München mit Privileg des Kaisers Leopold I. von Habsburg ein Wappen verliehen.
Der Wappenbrief wurde von Ernst Zais, dem Enkel, dem Germanischen Nationalmuseum, heute Bayrisches Hauptstaatsarchiv in Nürnberg, geschenkt. Dort ist es einsehbar.

## Weblink
- Zais, Maria Sybilla Josepha. Hessische Biografie.  In: Landesgeschichtliches Informationssystem Hessen (LAGIS).